# Clos des Pommiers Fleuris
Le clos des Pommiers Fleuris (en néerlandais : Appelbloesemgaarde) est un clos bruxellois de la commune d'Auderghem qui aboutit à la rue du Moulin à Papier sur une longueur de 350 mètres.

## Historique et description
Le ruisseau de la Woluwe traverse ce quartier de part en part. Ses marécages furent asséchés juste avant la Première Guerre mondiale, afin d'y mettre une décharge. Ce dépotoir y fonctionna jusqu'à la veille de la Seconde Guerre mondiale.
Au début des années 1950, un nouveau quartier y vit le jour. Son promoteur souhaitait qu'on le nomme clos des Verts Pommiers, arbres qu'il voulut y planter. Il pensait surtout qu'un tel nom ferait vendre les terrains. Le collège dut renoncer à ce nom, vu que cette sorte de pommiers n’existait pas. Le 8 octobre 1952, il opta pour le nom de clos des Pommiers Fleuris.
- Premier permis de bâtir délivré le 7 octobre 1953 pour le no 6.